# Jules Charpentier
Jules Charles Charpentier (ur. 5 marca 1879 w Livry-Louvercy, zm. 27 stycznia 1932) – francuski strzelec, olimpijczyk. 
Brał udział w Letnich Igrzyskach Olimpijskich 1900. Zajął 7. miejsce w trapie. Uplasował się również na 4. pozycji w jednej z nieoficjalnych konkurencji (karabin wojskowy z 200 metrów). 

## Wyniki

### Igrzyska olimpijskie
| Igrzyska   | Konkurencja | Wynik   | Miejsce | Źródło |
| ---------- | ----------- | ------- | ------- | ------ |
| Paryż 1900 | Trap        | 12 pkt. | 7       | [ 3 ]  |